# Saison 5 de 24 Heures chrono
Chronologie
Saison 4 Saison 6
La saison 5 de la série 24 heures Chrono comporte 24 épisodes diffusés du 15 janvier au 22 mai 2006 sur FOX.
La saison débute à 7 heures du matin et s'achève à la même heure le lendemain. Cette saison se déroulant 18 mois après la saison 4, soit 7 ans et 6 mois après la saison 1.
L'action se déroulerait donc en septembre 2007, bien que l'épisode ne soit pas daté.
Le DVD de la saison 5 est sorti au Royaume-Uni, le 6 novembre 2006, puis aux États-Unis et au Canada le 5 décembre 2006.

## Casting

### Personnages principaux
Ici sont listés les acteurs dont le personnage fait partie des plus importants :
- Kiefer Sutherland (VF : Patrick Béthune) : Jack Bauer (24/24)
- Kim Raver (VF : Juliette Degenne) : Audrey Raines (23/24)
- Mary Lynn Rajskub (VF : Patricia Marmoras) : Chloe O'Brian (24/24)
- Gregory Itzin (VF : Bernard Alane) : le président Charles Logan (23/24)
- Carlos Bernard (VF : Bertrand Liebert) : Tony Almeida (6/24)
- Jean Smart (VF : Martine Meirhaeghe) : Martha Logan (23/24)
- James Morrison (VF : Hervé Jolly) : Bill Buchanan (23/24)
- Jude Ciccolella (VF : Marcel Guido) : Mike Novick
- Glenn Morshower (VF : Christian Peythieu) : Aaron Pierce
- Julian Sands (VF : Thierry Ragueneau) : Vladimir Bierko
- Peter Weller (VF : Luc Bernard) : Christopher Henderson
- Jayne Atkinson (VF : Josiane Pinson) : Karen Hayes
- Stephen Spinella (VF : Nicolas Marié) : Miles Papazian
- Roger Cross (VF : Renaud Marx) : Curtis Manning (19/24)
- D. B. Woodside (VF : Serge Faliu) : Wayne Palmer
- Louis Lombardi (VF : Julien Chatelet) : Edgar Stiles (13/24)
- Sean Astin (VF : Christophe Lemoine) : Lynn McGill
- Penny Balfour (en) (VF : Virginie Ledieu) : Jenny McGill
- Jonah Lotan (VF : Thomas Roditi) : Spenser Wolff
- John Allen Nelson (VF : Régis Reuilhac) : Walt Cummings
- Sandrine Holt (VF : Anneliese Fromont) : Evelyn Martin
- Stana Katic (VF : Françoise Cadol) : Collette Stenger

### Personnages secondaires
- Ray Wise (VF : Guy Chapellier) : vice-président Hal Gardner
- Nick Jameson (VF : Frédéric Cerdal) : président Yuri Suvarov
- Connie Britton (VF : Déborah Perret) : Diane Huxley
- Brady Corbet (VF : Hervé Grull) : Derek Huxley
- Kate Mara (VF : Ariane Aggiage) : Shari Rothenberg
- Henry Ian Cusick (VF : Maurice Decoster) : Theo Stoller
- Geraint Wyn Davies (en) (VF : Vincent Grass) : James Nathanson
- Mark Sheppard (VF : Fabien Jacquelin) : Ivan Erwich
- Paul McCrane (VF : Marc Perez) : Graem Bauer
- Kathleen Gati (VF : Hélène Vanura) : Première dame russe Anya Suvarov
- Carlo Rota (VF : Gilles Morvan)  : Morris O'Brian
- C. Thomas Howell (VF : Edgar Givry) : Barry Landes

### Personnages secondaires spéciaux
Ces personnages n'apparaissent chacun que dans un ou deux épisodes de la saison, mais sont toutefois à retenir de par leur rôle ou leur importance passée dans la série.
- Dennis Haysbert (VF : Paul Borne) : David Palmer
- Elisha Cuthbert (VF : Caroline Lallau) : Kim Bauer
- Reiko Aylesworth (VF : Charlotte Marin) : Michelle Dessler
- William Devane (VF : Jean-Bernard Guillard) : James Heller
- Tzi Ma (VF : Jean-Claude Donda) : Cheng Zhi

## Synopsis
Jack Bauer vit désormais une vie tranquille dans le désert du Mojave. Mais quand David Palmer et Michelle Dessler sont assassinés et que Tony Almeida et Chloé O'Brian sont également visés, il comprend que quelqu'un sait qu'il est toujours en vie. Jack se rend donc à la CAT. Après avoir prouvé son innocence, il découvre la sinistre vérité : des terroristes tchétchènes s'apprêtent à lancer une attaque chimique sur Los Angeles. Et la Maison-Blanche est impliquée.

## Chronologie
Le Jour 5 commence à 07h00 PST, ayant lieu 18 mois après le Jour 4 et 7 ans et 6 mois après le Jour 1.

## Format
Plus près des Jours 1-3 dans le format que le Jour 4, le Jour 5 peut être divisé en 3 actes :
1. Jack est la cible d'un complot qui l'accuse d'une série de meurtres. Il se retrouve ensuite piégé dans un aéroport, où a lieu une prise d'otages. 
2. Des séparatistes russes ont obtenu 20 conteneurs de gaz VX neurotoxique Sentox fortement mortel, et commencent à libérer le gaz dans des endroits publics.
3. Les conspirateurs de haut rang du gouvernement des événements du jour ont été révélés et Jack doit les éliminer pour éviter une catastrophe nationale.

## Intrigues secondaires
- La mort de personnages principaux comme l'ex-président David Palmer et Michelle Dessler, et l'effet qu'il a sur d'autres personnages, notamment sur Jack Bauer et Wayne Palmer qui ont le désir de vengeance.
- Lutte matrimoniale entre le président Charles Logan et la Première dame Martha Logan.
- La lutte puissante dans la CTU entre Bill Buchanan et un contremaître de District Command.
- Une émotion a détruit Tony Almeida.
- Le retour de la relation de Jack Bauer et de Audrey Raines.
- Le retour de Kim Bauer.
- Le vice-président Hal Gardner révèle et défie la puissance de Logan.
- La CTU est absorbée par la sécurité intérieure.

## Réception critiques
La moyenne des audiences par épisode est de 13,70 millions, c'est-à-dire une augmentation d'un peu moins de 3 million par rapport à la saison précédente. C'est la saison de 24 qui a récolté le plus grand nombre d'audience avec 17 millions de spectateurs pour l'épisode 1, dans lequel David Palmer est assassiné. Pour la majorité des fidèles de 24, cette cinquième saison est la meilleure de toutes. La moyenne des notes des spectateurs sur Allociné est de 4.1/5. La saison récolte 89 % d'avis positifs sur Metacritic, un record pour 24. La saison fut nommée pour 12 Emmy Awards, devenant la série la plus nommée, et remporta 6 prix, dont 5 Emmy Awards.

## Liste des épisodes

### Épisode 1:7h00 - 8h00
- États-Unis : 15 janvier 2006 sur FOX
- Belgique : 8 mars 2007
- France : 30 juin 2007 sur TF1

- États-Unis : 17,01 millions de téléspectateurs[1](première diffusion)

### Épisode 2:8h00 - 9h00
- États-Unis : 15 janvier 2006 sur FOX
- Belgique : 8 mars 2007
- France : 30 juin 2007 sur TF1

- États-Unis : 15,48 millions de téléspectateurs[1](première diffusion)

### Épisode 3:9h00 - 10h00
- États-Unis : 16 janvier 2006 sur FOX
- Belgique : 15 mars 2007
- France : 30 juin 2007 sur TF1

- États-Unis : 14,08 millions de téléspectateurs[2](première diffusion)

### Épisode 4:10h00 - 11h00
- États-Unis : 16 janvier 2006 sur FOX
- Belgique : 15 mars 2007
- France : 7 juillet 2007 sur TF1

- États-Unis : 15,70 millions de téléspectateurs[2](première diffusion)

### Épisode 5:11h00 - 12h00
- États-Unis : 23 janvier 2006 sur FOX
- France : 7 juillet 2007 sur TF1

- États-Unis : 14,22 millions de téléspectateurs[3](première diffusion)

### Épisode 6:12h00 - 13h00
- États-Unis : 30 janvier 2006 sur FOX
- France : 7 juillet 2007 sur TF1

- États-Unis : 13,82 millions de téléspectateurs[4](première diffusion)

### Épisode 7:13h00 - 14h00
- États-Unis : 6 février 2006 sur FOX
- France : 14 juillet 2007 sur TF1

- États-Unis : 13,70 millions de téléspectateurs[5](première diffusion)

- Patrick Bauchau (Jacob Rossler)

### Épisode 8:14h00 - 15h00
- États-Unis : 13 février 2006 sur FOX
- France : 14 juillet 2007 sur TF1

- États-Unis : 12,82 millions de téléspectateurs[6](première diffusion)

### Épisode 9:15h00 - 16h00
- États-Unis : 20 février 2006 sur FOX
- France : 21 juillet 2007 sur TF1

- États-Unis : 13,70 millions de téléspectateurs[7](première diffusion)

### Épisode 10:16h00 - 17h00
- États-Unis: 27 février 2006 sur FOX
- France : 21 juillet 2007 sur TF1

- États-Unis : 13,87 millions de téléspectateurs

Martha Logan monte dans le convoi qui conduit le Président Souvarov et sa femme. Le président Logan, sous la menace des terroristes, a livré la route du convoi, ce qui leur permet de préparer un attentat. 
La CAT ne se porte pas bien, Lynn ne s'en sort plus, avec la pression du Président et les gaz neurotoxiques à retrouver. Il met Bill Buchanan aux arrêts et empeche Chloé et Audrey de faire leur boulot.
Arrive ensuite le moment où Lynn pête les plombs et se retrouve aux arrêts sous l'ordre de Curtis.

### Épisode 11:17h00 - 18h00
- États-Unis : 6 mars 2006 sur FOX
- France : 28 juillet 2007 sur TF1

- États-Unis : 11,89 millions de téléspectateurs[8](première diffusion)

- Jay Acovone (Tom Wegman)

### Épisode 12:18h00 - 19h00
- États-Unis : 6 mars 2006 sur FOX
- France : 28 juillet 2007 sur TF1

- États-Unis : 13,98 millions de téléspectateurs[8](première diffusion)

- Elisha Cuthbert (Kim Bauer)

### Épisode 13:19h00 - 20h00
- États-Unis : 13 mars 2006 sur FOX
- France : 4 août 2007 sur TF1

- États-Unis : 13,72 millions de téléspectateurs[9](première diffusion)

- Elisha Cuthbert (Kim Bauer)

### Épisode 14:20h00 - 21h00
- États-Unis : 20 mars 2006 sur FOX
- France : 4 août 2007 sur TF1

- États-Unis : 13,71 millions de téléspectateurs[10](première diffusion)

### Épisode 15:21h00 - 22h00
- États-Unis : 27 mars 2006 sur FOX
- France : 11 août 2007 sur TF1

- États-Unis : 14,50 millions de téléspectateurs[11](première diffusion)

### Épisode 16:22h00 - 23h00
- États-Unis : 3 avril 2006 sur FOX
- France : 11 août 2007 sur TF1

- États-Unis : 12,47 millions de téléspectateurs[12](première diffusion)

### Épisode 17:23h00 - Minuit
- États-Unis : 10 avril 2006 sur FOX
- France : 18 août 2007 sur TF1

- États-Unis : 12,49 millions de téléspectateurs[13](première diffusion)

### Épisode 18:Minuit - 1h00
- États-Unis : 17 avril 2006 sur FOX
- France : 18 août 2007 sur TF1

- États-Unis : 13,26 millions de téléspectateurs[14](première diffusion)

### Épisode 19:1h00 - 2h00
- États-Unis : 24 avril 2006 sur FOX
- France : 25 août 2007 sur TF1

- États-Unis : 13,03 millions de téléspectateurs[15](première diffusion)

### Épisode 20:2h00 - 3h00
- États-Unis : 1er mai 2006 sur FOX
- France : 25 août 2007 sur TF1

- États-Unis : 13,15 millions de téléspectateurs[16](première diffusion)

### Épisode 21:3h00 - 4h00
- États-Unis : 8 mai 2006 sur FOX
- France : 1er septembre 2007 sur TF1

- États-Unis : 13,86 millions de téléspectateurs[17](première diffusion)

### Épisode 22:4h00 - 5h00
- États-Unis : 15 mai 2006 sur FOX
- France : 1er septembre 2007 sur TF1

- États-Unis : 13,16 millions de téléspectateurs[18](première diffusion)

### Épisode 23:5h00 - 6h00
- États-Unis : 22 mai 2006 sur FOX
- Belgique : 7 juin 2007
- France : 8 septembre 2007 sur TF1

- États-Unis : 13,75 millions de téléspectateurs[19](première diffusion)

### Épisode 24:6h00 - 7h00
- États-Unis : 22 mai 2006 sur FOX
- Belgique : 7 juin 2007
- France : 8 septembre 2007 sur TF1

- États-Unis : 13,75 millions de téléspectateurs[19]

Martha est parvenue à gagner du temps pour retenir son époux à ses côtés. Du temps mis à profit par Jack pour prendre la place du copilote dans l'hélicoptère qui doit conduire le président rendre un dernier hommage à David Palmer. Bauer projette de confronter Logan à la vérité et de l'obliger ainsi à passer aux aveux... Après avoir enlevé le président, Bauer l’interroge dans un hangar désaffecté. Malheureusement, il n’obtient rien de lui et se fait arrêter. Pendant la cérémonie en l’honneur de David Palmer, Martha fait un scandale et contraint son époux à lui parler en privé. Se croyant seul avec sa femme, il profère des menaces et évoque ses actes de la journée…